# Обезроживание

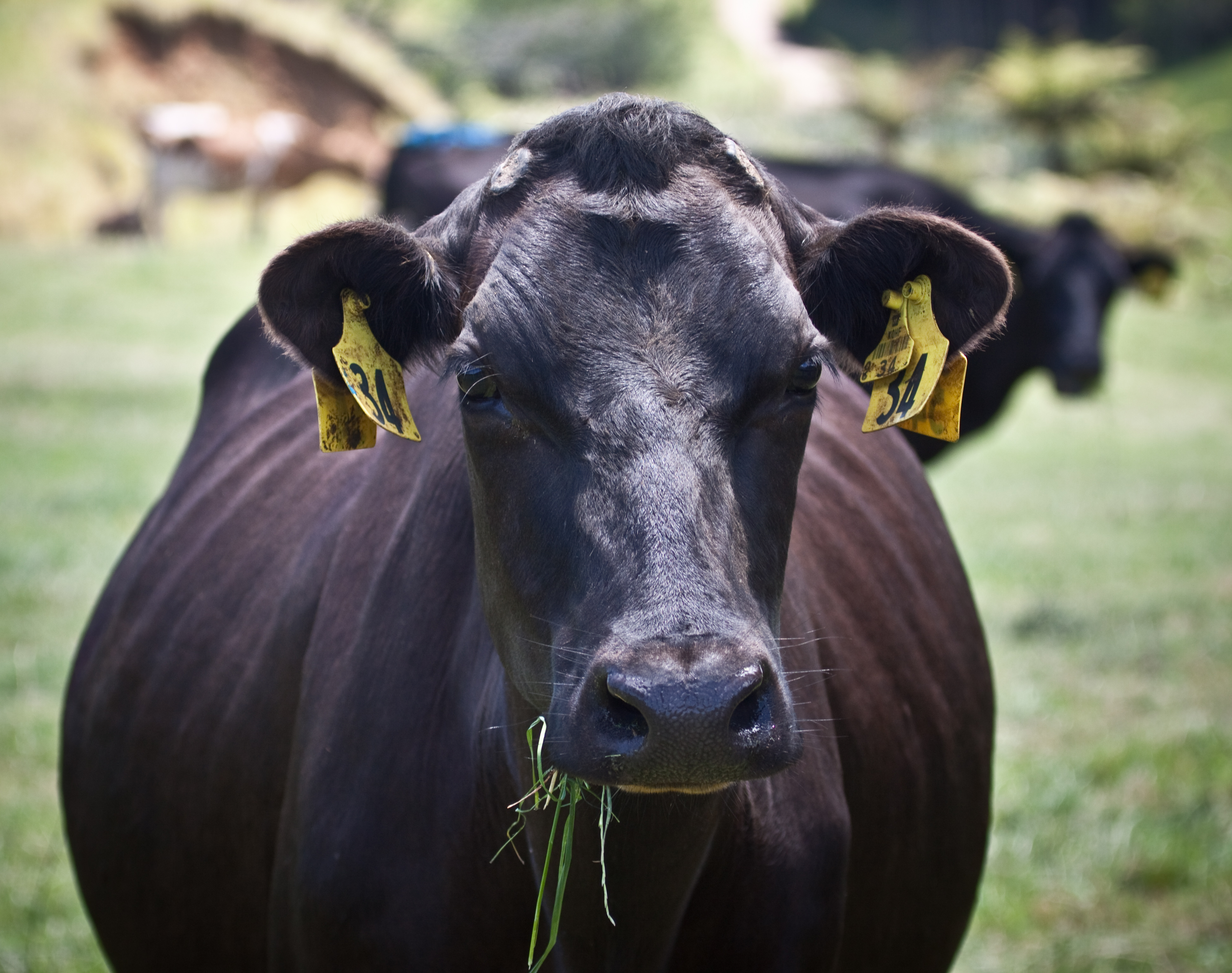
Обезроженная корова

Обезро́живание, декорнуа́ция (от лат. de — отмена, cornu — рог) — удаление рогов животного или препятствование их росту.
Рогатый скот обезроживают, чтобы предотвратить повреждение животными друг друга и человека; при неправильном росте, болезнях и переломах рогов. Декорнуацию оленей производят для получения пантов.
Обезроживание: телята 3-5 суток — втирание сильных щелочей, кислот и др. в роговой бугорок; 2-3 недели — прижигание бугорка термокаутерами; 4-8 недель — иссечение трубчатым ножом; 3-6 месяцев — иссечение секатором; взрослые — надевание после обезболивания на основание рога кольца из вакуумной резины, отпадание рогов происходит через 4-8 недель, либо спиливание проволочной или лучковой пилой. После удаления рогов производится обработка ран антисептиками. Не рекомендуется проводить декорнуацию во второй половине беременности.